# Warfusée-Abancourt
Warfusée is een plaats en voormalige gemeente in de Franse gemeente Lamotte-Warfusée in het departement Somme. Warfusée ligt net ten westen van Lamotte en vormt ermee een dorpskern.

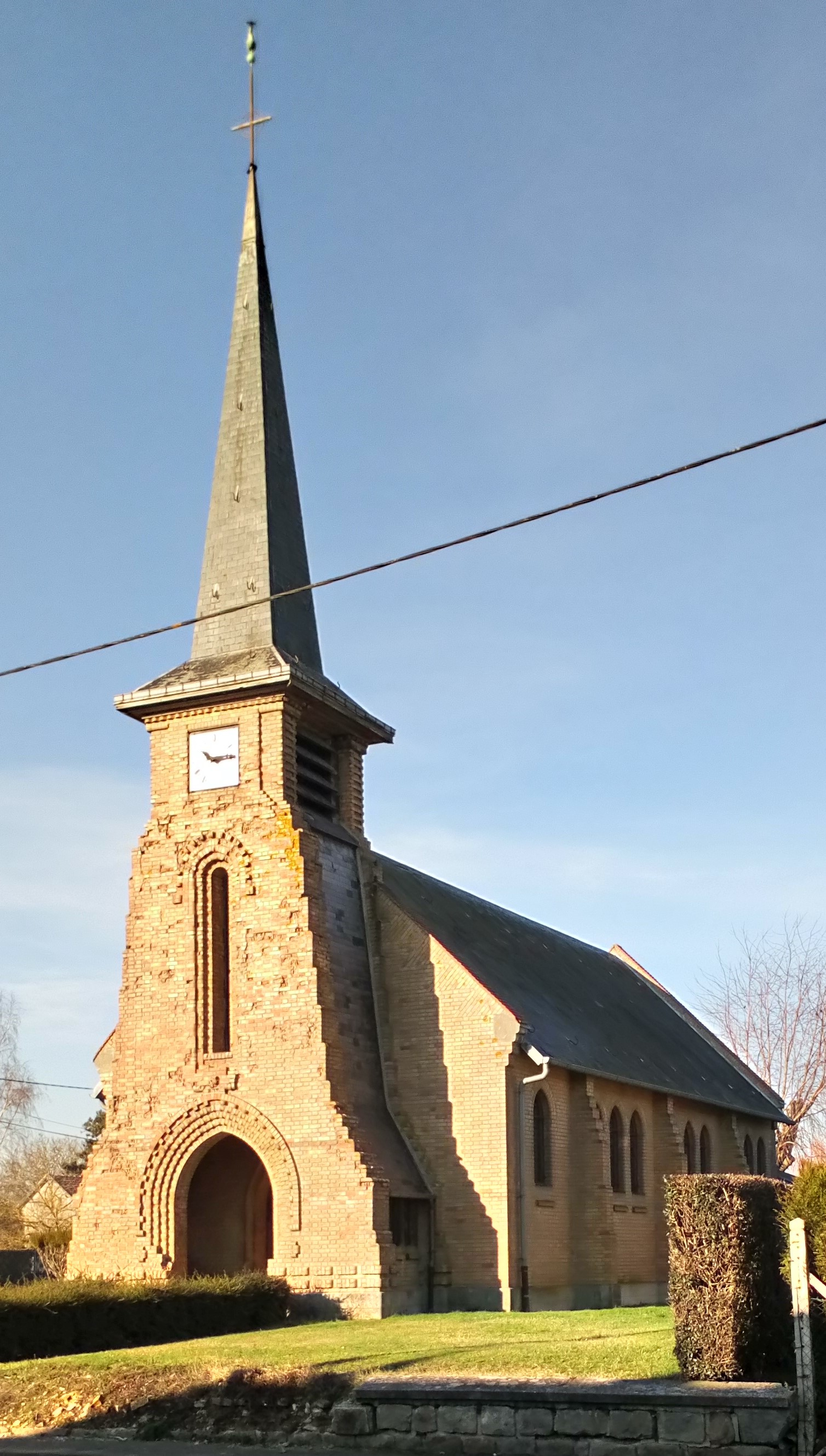
Église Saint-Thomas

## Geschiedenis
Oude vermeldingen van de plaats Warfusée gaan terug tot 1557 als Herfizes en Warfuzée. Oude vermeldingen van Abancourt gaan terug tot 833 als Abacurtis en 1186 als Abencort. De 18de-eeuwse Cassinikaart toont het dorp Warfusé, en maakt geen melding meer van Abancount.
Op het eind van het ancien régime eind 18de eeuw, toen de gemeenten werden gecreëerd, werd Warfusée-Abancourt een gemeente.
De plaats lag nabij het front tijdens de Eerste Wereldoorlog en raakte zwaar beschadigd.
Op 1 januari 1974 werd Warfusée-Abancourt aangehecht bij buurgemeente Lamotte-en-Santerre, waarvan de naam werd gewijzigd in Lamotte-Warfusée.

## Bezienswaardigheden
- De Église Saint-Thomas

## Verkeer en vervoer
Door Warfusée loopt de oude weg (Route Nationale) tussen Saint-Quentin en Amiens.
Lamotte-en-Santerre · Warfusée-Abancourt